# Bégrolles-en-Mauges
Bégrolles-en-Mauges és un municipi francès situat al departament de Maine i Loira i a la regió de País del Loira. L'any 2007 tenia 1.749 habitants.

## Demografia

### Població
El 2007 la població de fet de Bégrolles-en-Mauges era de 1.749 persones. Hi havia 613 famílies de les quals 104 eren unipersonals (64 homes vivint sols i 40 dones vivint soles), 188 parelles sense fills, 301 parelles amb fills i 20 famílies monoparentals amb fills.
La població ha evolucionat segons el següent gràfic:
Habitants censats

### Habitatges
El 2007 hi havia 643 habitatges, 620 eren l'habitatge principal de la família, 4 eren segones residències i 19 estaven desocupats. 619 eren cases i 22 eren apartaments. Dels 620 habitatges principals, 502 estaven ocupats pels seus propietaris, 114 estaven llogats i ocupats pels llogaters i 4 estaven cedits a títol gratuït; 15 tenien dues cambres, 52 en tenien tres, 147 en tenien quatre i 406 en tenien cinc o més. 510 habitatges disposaven pel capbaix d'una plaça de pàrquing. A 245 habitatges hi havia un automòbil i a 345 n'hi havia dos o més.

### Piràmide de població
La piràmide de població per edats i sexe el 2009 era:
| Homes | Edats   | Dones |
| ----- | ------- | ----- |
| 0     | 95 o +  | 0     |
| 0     | 90 a 94 | 0     |
| 12    | 85 a 89 | 8     |
| 4     | 80 a 84 | 4     |
| 20    | 75 a 79 | 32    |
| 36    | 70 a 74 | 20    |
| 24    | 65 a 69 | 36    |
| 40    | 60 a 64 | 24    |
| 36    | 55 a 59 | 36    |
| 44    | 50 a 54 | 32    |
| 92    | 45 a 49 | 68    |
| 64    | 40 a 44 | 56    |
| 52    | 35 a 39 | 44    |
| 68    | 30 a 34 | 56    |
| 28    | 25 a 29 | 56    |
| 60    | 20 a 24 | 36    |
| 100   | 15 a 19 | 56    |
| 56    | 10 a 14 | 64    |
| 56    | 5 a 9   | 32    |
| 80    | 0 a 4   | 52    |

## Economia
El 2007 la població en edat de treballar era de 1.133 persones, 882 eren actives i 251 eren inactives. De les 882 persones actives 831 estaven ocupades (458 homes i 373 dones) i 51 estaven aturades (20 homes i 31 dones). De les 251 persones inactives 102 estaven jubilades, 77 estaven estudiant i 72 estaven classificades com a «altres inactius».

### Ingressos
El 2009 a Bégrolles-en-Mauges hi havia 662 unitats fiscals que integraven 1.832 persones, la mediana anual d'ingressos fiscals per persona era de 16.988 €.

### Activitats econòmiques
Dels 60 establiments que hi havia el 2007, 2 eren d'empreses alimentàries, 6 d'empreses de fabricació d'altres productes industrials, 16 d'empreses de construcció, 6 d'empreses de comerç i reparació d'automòbils, 2 d'empreses de transport, 3 d'empreses d'hostatgeria i restauració, 2 d'empreses financeres, 4 d'empreses immobiliàries, 10 d'empreses de serveis, 7 d'entitats de l'administració pública i 2 d'empreses classificades com a «altres activitats de serveis».
Dels 20 establiments de servei als particulars que hi havia el 2009, 3 eren tallers de reparació d'automòbils i de material agrícola, 1 paleta, 1 guixaire pintor, 3 fusteries, 6 lampisteries, 1 electricista, 1 empresa de construcció, 1 perruqueria, 2 restaurants i 1 tintoreria.
Dels 3 establiments comercials que hi havia el 2009, 1 era una botiga de menys de 120 m² i 2 fleques.
L'any 2000 a Bégrolles-en-Mauges hi havia 35 explotacions agrícoles que ocupaven un total de 1.107 hectàrees.

## Equipaments sanitaris i escolars
L'únic equipament sanitari que hi havia el 2009 era una farmàcia.
El 2009 hi havia una escola elemental.

## Poblacions més properes
El següent diagrama mostra les poblacions més properes.